# سونگ‌چان
جونگ سونگ چان (کره‌ای: 정성찬؛ زادهٔ ۱۳ سپتامبر ۲۰۰۱) که با نام هنری سونگ‌چان شناخته می‌شود، رپر و خواننده اهل کره جنوبی است. او در سال ۲۰۲۰ و با معرفی شدن به‌عنوان عضو جدید گروه پسرانهٔ کره‌ای ان‌سی‌تی که زیر نظر شرکت اس‌ام انترتینمنت فعالیت می‌کند، به شهرت رسید. پس از فعالیت در ان‌سی‌تی، در سال ۲۰۲۳ از این گروه جدا شد و مدتی بعد، به‌عنوان عضو گروه رایز که آن نیز توسط اس‌ام انترتینمنت تشکیل شده است، دوباره آغاز به کار کرد.

## اوایل زندگی
سونگ‌چان در ۱۳ سپتامبر ۲۰۰۱ در سئول، کره جنوبی متولد شد. او یک برادر دارد که دو سال از او بزرگ‌تر است. در دوران تحصیل در دبستان گوریونگ، فوتبال را آغاز کرد و در طول دوران راهنمایی در مدرسهٔ اونبوک، به‌عنوان مهاجم در تیم مدرسه فعالیت می‌کرد.
سونگ‌چان نخستین بار توسط کارکنان اس‌ام انترتینمنت در خیابان کشف شد. او در ابتدا نسبت به این فرصت تردید داشت، اما پس از آن‌که برای بار دوم مورد پیشنهاد قرار گرفت، تصمیم به پیگیری آن گرفت. با احساس آمادگی نداشتن برای ادیشن، در یک آموزشگاه رقص ثبت نام کرد تا مهارت‌های خود را تقویت کند. پس از گذراندن آموزش‌های بیشتر، در ادیشن شرکت کرد و به‌عنوان کارآموز در اس‌ام انترتینمنت پذیرفته شد. سونگ‌چان پیش از آغاز فعالیت رسمی، به مدت چهار سال دورهٔ کارآموزی در این شرکت را گذراند.